# Ácido 2-iodobenzoico
Ácido 2-iodobenzoico,  ou ácido o-iodobenzoico, é um composto orgânico com a fórmula IC6H4COOH. A síntese do ácido 2-iodobenzoico via a diazotação do ácido antranílico é normalmente realizada em práticas de laboratórios de química orgânica de cursos universitários. Um de seus usos mais comuns é como um precursor para a preparação de IBX e periodinano de Dess-Martin, ambos utilizados como agentes oxidantes brandos.
Forma compostos de coordenação (complexos) com o praseodímio.

## Usos
É um reagente usado na reação de Suzuki.

## Segurança
É uma substância nociva se ingerida, provoca lesões oculares graves, irritação da pele e pode causar irritação respiratória.

## Síntese
Ácido 2-iodobenzoico pode ser sintetizado via uma reação de Sandmeyer consistindo da diazotação de ácido antranílico seguida por uma substituição diazo. Primeiramente ácido antranílico é tratado com ácido nitroso de maneira a converter o grupo amino no grupo diazo. O grupo diazo é ejetado, resultando um carbocátion o qual é então atacado pelo altamente nucleófilo ânion I−.
O ácido nitroso é normalmente gerado in situ do nitrito de sódio.